# Лома де Монтура (Санто Доминго Нукса)
Лома де Монтура (шп. Loma de Montura) насеље је у Мексику у савезној држави Оахака у општини Санто Доминго Нукса. Насеље се налази на надморској висини од 2205 м.

## Становништво
Према подацима из 2010. године у насељу су живела 4 становника.

### Хронологија
| Година       | 2000         | 2005         | 2010 |
| ------------ | ------------ | ------------ | ---- |
| Становништво | 30 (14 / 16) | 23 (10 / 13) | 4    |

### Попис
| # | Индикатор                     | Вредност |
| - | ----------------------------- | -------- |
| 1 | Укупно домаћинстава           | 5        |
| 2 | Укупно насељених домаћинстава | 2        |
| 3 | Величина локације             | 1        |